# 南阳市
南阳市，简称宛，是中华人民共和国河南省下辖的地级市，位于河南省西南部，因地处伏牛山以南，汉水以北而得名（山南水北）。市境东邻信阳市、驻马店市，东北接平顶山市，西北界洛阳市、三门峡市，西达陕西省商洛市，西南毗湖北省十堰市，南连湖北省襄阳市、随州市。地处豫鄂陕三省交界处伏牛山区与南阳盆地。西北东三面环山，北为秦岭、伏牛山，西为大巴山、武当山，东为桐柏山、大别山。境内属汉水上游、淮河源头，唐河、白河、老灌河、丹江、淇河、湍河等流经。全市总面积26,511平方公里，常住总人口961.5万人。南阳是国务院第二批批准的历史文化名城，也是南水北调中线工程的渠首陶岔渠所在地，被评为中国优秀旅游城市及国家园林城市，宛西风景尤为秀美，山茱萸等特色中草药三分天下西峡有其二。市人民政府驻卧龙区中州路291号址位於南陽市。

## 历史
50万年前，与北京猿人同时代的南召猿人，在此繁衍生息。史前遗物有西峡恐龙蛋化石，与四川自贡出土的骨架相呼应。
有文字记录以来，南阳做为这个地方的名字已经存在了2700多年从未改变，历史上有楚文化和汉文化。战国时期是著名的冶铁中心，后为秦朝三十六郡之一的南阳郡治所所在地，西汉时为全国六大都会之一；东汉时期为光武帝刘秀的出生地和发迹之地，故而有“南都帝乡”之美誉。明为唐王藩封，今存王府山。历代以来，以南阳为封号者，不胜枚举。
先秦浪漫主义诗人屈原的“扣马谏王”、秦楚“丹阳之战”等皆发生于南阳，也是智圣诸葛亮躬耕地和“三顾茅庐”发生地。古南阳孕育出《伤寒论》作者张仲景、浑天仪发明者张衡、陶朱公范蠡、兴周八百年的太公望姜子牙、名相五羖大夫百里奚等历史名人。
古来以「楚风汉韵」知名。下辖内乡县令居豫鄂陝三省交界处，曾破格为五品（就中淅川是楚国源），今存完整清代县衙。白河流经市内为汉水最大支流。旧南阳府境内出土众多汉画砖，卧龙区有传承武侯祠（清康熙版刻已与医聖祠俱毀文革中），与色彩斑斓的独玉产地相去不远。为河南省内唯一长江流域地区，而信陽市屬於淮河流域。
今南阳市拥有全国重点文物保护单位13处，省级重点文物保护单位79处。有谓是古丝绸之路之源，断代可疑待考。

### 地名由来
《资治通鉴·周纪五·赧王四十三年》载：“秦置南阳郡，以在南山之南，汉水之北也”；《元和郡县图志·山南道二》载：“秦昭襄王取朝地，置南阳郡，以在中国之南而有阳地，故曰南阳”；《释名·释州国》载：“南阳在中国之南，而居阳地，故以为名也”；以上记载表明秦置南阳郡时，因具备中国古代方位阳性的双重特征，即位于南山（如今的伏牛山）之南，居汉水之北而得名，这一名字一直沿用至今。
“宛”（正音：yuān，今採納俗讀音：wǎn）是南阳城的简称，春秋初期，楚国灭了吕、申两国。并在这里建置宛邑，宛之名，即自此而始。秦昭王二十七年（前280年），派司马错攻打楚国，赦免罪人，迁到南阳。宛于是始兼南阳之名。其后，朝代更替，这里曾设置过“宛城”、“宛县”、“宛州”、“上宛县”等，所以，“宛”便成为“南阳市”约定俗成的简称。《三国演义》有著名典故“宛城之战”“火烧新野”也发生在南阳。

### 远古至秦朝

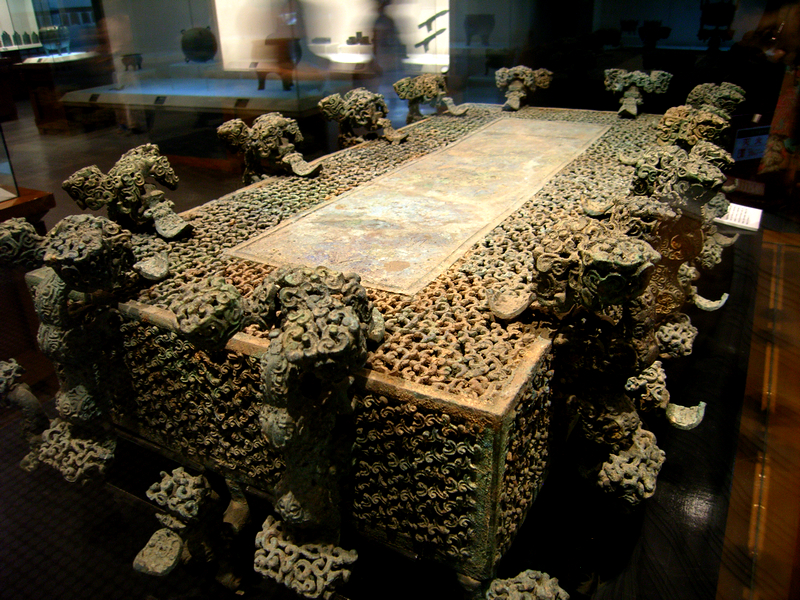
从淅川楚墓出土的云纹铜禁

远古时期，现存的杏花山南召猿人遗址表明，早在50万年前南召猿人已经生活在了这片土地。新石器时期，南阳境内有原始氏族部落存在，城北的黄山（古称“蘘山”）发现有新石器时期晚期仰韶文化遗址。
唐尧与虞舜时期，南阳宛城一代被称为“吕”，是吕望先祖四岳的封地。虞夏时期，又封“申”于此。方城县的八里桥遗址是一处重要的二里头文化大型环壕聚落。商朝时期，商王武丁在丁已年（前1264年）将他的叔父“曼”封于今天南阳境内的邓州市，建立了曼姓鄧國。周朝时期，南阳境内分布有鄂国、申国、吕国、谢国、郦国、蓼国、缯国、鄀国等諸侯国。周宣王四年（前824年），周宣王接见母舅申伯，为优待母舅，周宣王扩增申伯的封地，并派大臣召伯虎率兵为申伯建筑谢城，此乃南阳城垣史的发端。
春秋初期，楚国强盛，南阳境内的邓国、吕国、申国、缯国等纷纷被楚国消灭。楚国灭申国后，置申吕县来作为抵御晋国和郑国的前哨，又置武城于申北，最后置宛邑，宛邑后来成为了著名的冶铸中心，宛地所产之兵器在《荀子·议兵篇》中有这样的描述“宛钜铁矛，惨如蜂虿，轻利僄遫，卒如飘风”。战国时期的公元前313年，秦国张仪欺骗楚怀王要其与齐国断交来换取秦国六百里的商于之地，怀王中计，与齐国断交后只得六里地。怀王恼怒不已，发兵进攻秦国，楚兵在今天南阳淅川的丹水和淅水一带大败于秦军，史称“丹阳之战”。
战国时期，前312年，韩国、魏国和齐国趁楚国之危，举兵南下，楚国的宛邑一度被韩国占领。秦昭襄王十六年（公元前291年）秦伐韩，宛为秦國所据。秦昭襄王即位之后，将南阳境内的穰分封给魏冉，时称穰侯，宛城分封给公子芾，时称泾阳君。秦昭襄王三十五年（前272年），秦建立南阳郡，治所在今天的宛城。秦末，陈胜起义，派宋留率领部队，意欲从武关西进，进攻咸阳。宋留夺取南阳后，继续西进。在陈胜遇害后，南阳被秦军收复。宋留未克武关，又不敢再攻南阳，最终降于秦军。秦二世三年（前207年），刘邦趁项羽鏖战河北之机，夺取开封，继而攻入南阳，南阳郡守退守宛城。刘邦本打算绕过宛城，向西进兵，但被张良劝止，旋即包围宛城，迫使郡守投降。随后刘邦西进，攻克武关。翌年，秦王子婴被迫请降，秦朝从此灭亡。

### 两汉至三国时期

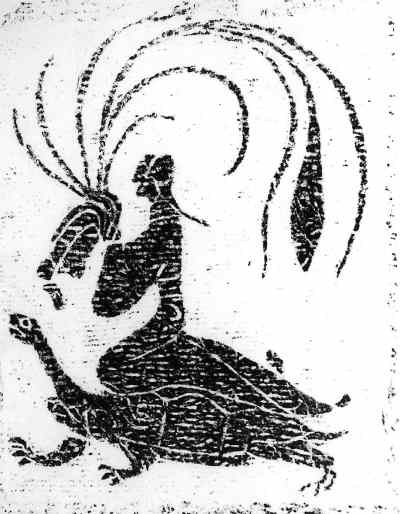
南阳汉画馆内的“仙人乘龟图”

西汉时期南阳依然是全国重要的冶铁基地，有朝廷管理的工场，亦有私人经营的工场，尤以世代以冶铁为业的孔氏家族较为有名，汉武帝时期，为了增加国库收入，大力调整财政政策，任用孔仅为大农丞，负责管理盐铁事务。中央政府在南阳设置工官、铁官，工官制作金、银、铜、漆器，铁官生产各种铁器。这两个部门的生产者，据统计有47547户，足见南阳手工业的兴盛。现今南阳各地，保留着的冶铁遗址都是历史的见证。汉代南阳商业发达，宛城以南阳郡府所在，与当时的洛阳、邯郸、临淄、成都合称五都。新莽地皇四年（23年）二月初一，绿林军中的新市兵和平林兵拥刘玄为更始帝，在南阳城南的淯水之滨设坛登基，改元“更始”。其后，刘秀凭云台二十八将和南阳的财力最终重整天下，奠基洛阳，建立了东汉，南阳达到其历史顶峰—成了东汉王朝三都之一的南都，为仅次于首都洛阳的第二大都市。当时，南阳的名门望族甚多，并支配当地社会的发展。汉魏之际，因社会矛盾加剧，南阳发生大规模的动乱。中平元年（184年），黄巾之乱爆发，张曼成在南阳起兵，攻占宛城，杀掉南阳太守，震惊朝廷，朝廷开始全力镇压。起义军的首领张曼、赵弘、韩忠、孙夏先后战死于宛城，黄巾军最后在南阳以失败告终。在近一年的时间内，宛城作为黄巾起义的一个中心地区，经历激战，遭受严重的破坏。黄巾之亂失败后，南阳成为军阀争夺的要地。先是刘表坐镇荆州，以南阳为北方门户。次有张绣盘踞南阳，表面上与刘表联合。再有曹操血战宛城，最后接受张绣投降。正是这段时间，诸葛亮躬耕于南阳，因为刘备三顾茅庐，而提出著名的“千古一策”，为刘备占据荆州，进而夺取益州，建立蜀汉政权，提供了一套经国方略。曹魏重臣司马懿也曾屯兵宛城。

### 唐宋元明清
唐朝时期，南阳地区农业兴旺，工商业繁荣。
在南宋和金朝对峙时期，南阳曾作为前线，几度易手。岳飞北上抗金途经南阳卧龙岗，在南阳武侯祠手书诸葛武侯《前后出师表》，以示收复失地之决心。自北宋开始，处在关中（西安）、河洛（洛阳）和江汉（荆州）三大地域中心的南阳，由于受到当时政治中心东移和江汉地区的中心城市从江陵转向武汉的影响，失去了秦汉时期的辉煌。
明朝初年，南阳是朱元璋第23子唐定王朱桱的封地，就藩之前，朝廷派人在南阳大兴土木，建造了规模宏大的唐王府（现在存有王府山）。明朝末期局势动荡，1633年，张献忠率领的农民起义军向南阳进攻，受挫于左良玉的军队，此后起义军在南阳的行动并未停止，1638年，张献忠假冒官兵旗号再袭南阳，再次被左良玉军击败。1641年9月，李自成自襄城大捷后于10月乘胜进攻南阳，11月4日，攻克南阳城西北，杀唐王朱聿鏼于南阳城西的麒麟岗上。1642年，李自成再攻南阳，义军成功控制南阳。1643年李自成在襄阳称王，1644年在西安称帝，并于同年率兵征战北京，在北京失利后遭多铎率领的清军追杀，李自成经邓州入湖北进而南逃。1645年正月，开封、归德两府所属州县顺风降清。三月底，多铎奏请朝廷，让高第为镇守河南开归总兵。高第抚定南阳、开封等州府，顺利控制包括南阳在内的中原地区。
清朝时期，为了便于控制南方疆土，清朝政府曾大力辟建驿道，整饬驿站。北京通往云南贵州的驿道干线即从南阳经过，设在城东的宛城驿站是中途一个重要的传递站。驿道的开辟，使南阳的经济得以恢复，地方工商业及农业生产也开始变得活跃。由于陆路的畅通，南阳成为北京通往湖广和云贵川的交通要道，陆路驿道与水路码头相接。当时，南阳形成了南船北马的交通格局。山、陕、江、浙商贾云之集，工商业兴旺，南阳成了豫西南的经济中心。千帆百舸的货物在这里装卸，四方客商在这里贸易，使沉寂多年的南阳城又呈现出繁荣的景象。清末，京汉铁路通车使交通要道东移，后来宛城驿站被撤消。当时，南阳失去了水陆交通枢纽的优势，经济发展受到影响。清朝康熙年间，建筑业尤为发达，武侯、山陕会馆等古建筑巍巍壮观，富丽堂皇，光绪十年，镇平开始生产丝绸，并远销欧洲及东南亚各国。

### 民国时期
民国初，武昌起义后不久，南方数省纷纷宣布独立，南阳仍被清廷势力统治，清廷派南阳总兵镇守在邓州和新野边境，准备与北进的革命军决战，并在南阳境内清剿革命力量，捕杀革命分子，清廷的这些行为激起了“旅鄂奋勇军”的豫籍革命党人的公愤，共推青年军官马云卿为首领，组织河南“旅鄂奋勇军”誓师北伐，并于1912年2月18日攻破南阳城，南阳知府和知县纷纷逃逸，自此清王朝在南阳的统治结束。之后，南阳又经历了军阀混战和日军侵略。1941年1月，日军为打通平汉线，使鄂北和豫南日军占领地连成一片而同李宗仁率领的第5战区部队展开战斗，史称“豫南会战”。1945年3月，日军企图由南阳向四川、陕西两个方向进攻，实行战略决战。3月18日，日军进犯南阳，第5战区司令刘峙命令第2集团军总司令刘汝明派一个师固守南阳，交由黄樵松的143师担任此项任务，全体士兵宣誓，要把南阳变成中国的斯大林格勒，与日军抗争到底。3月下旬，日军派优势兵力向南阳进攻，最终占领了南阳的外围，但由于日军损失惨重，于是改变计划，停止向南阳城核心进攻，转而调动数个师团兵分两路，一路自宛北、宛西向内乡、西峡方向，一路自宛南向邓县、老河口方向进攻，在攻下邓县和老河口后，日军随即以一个旅团的兵力回击南阳，企图把南阳作为后方据点。战斗持续10个昼夜后，3月29日，刘汝明认为孤守南阳已没有意义，电令黄樵松撤退至郧阳，南阳随即沦陷。国共内战时期，南阳是豫陕鄂边区的军事要地，桐柏地区是中共红军大别山革命根据地的重要部分。
1948年11月4日，共产党攻占南阳全境，国民党对南阳的统治结束。有鉴于南阳重要的战略地位，毛泽东亲自撰写述评《中原我军占领南阳》，并由新华社全文播发。1949年3月，新成立的中共河南省委决定，成立南阳地委，并宣布南阳专署原辖的叶县、舞阳两县划归许昌地区，南阳市、南阳县、南召县、镇平县、内乡县、淅川县、邓县、新野县、唐河县、桐柏县、泌阳县、方城县12个县（市）属南阳专署管辖。

### 中华人民共和国时期
1965年11月13日，由中华人民共和国国务院批准，南阳专区辖属13县（市），即：南阳市、南阳县、南召县、镇平县、内乡县、淅川县、邓县、新野县、唐河县、桐柏县、方城县、西峡县和社旗县，泌阳县划归驻马店专区。1994年7月国务院批准撤销南阳地区，设立地级南阳市，撤销县级南阳市和南阳县，设立宛城区、卧龙区，实行市带县的领导体制，南阳进入一个新的历史发展时期。2009年12月，南阳市委决定成立鸭河工区、官庄工区，正县级规格。2010年11月，官庄工区、鸭河工区正式运营。截至2019年，南阳辖卧龙、宛城2个区，南召、镇平、内乡、淅川、新野、唐河、桐柏、方城、西峡、社旗、邓州市11个县（市）及高新区、示范区、官庄工区、鸭河工区4个功能区，有45个乡、159个镇、41个街道，4539个行政村、415个社区，是河南省土地面积最大、人口最多的地级市。

## 地理
南阳市城区位于北纬32°57'～33°07'，东经112°21'～112°38'，整个南阳市在北纬32°17'～33°48'，东经110°58'～113°49'之间。南阳地区位于中国第二级地貌台阶向第三级地貌台阶过渡地带的边坡上，南阳的东北西三面环山，南部是丘陵地带，整个地形成为一个近似于马蹄形的盆地，总面积2.66万平方公里，山区、丘陵、平原约各占1/3，耕地1312万亩；辖1县级市2区10县，在河南省面积最大。

### 山脉
南阳西北部有伏牛山脉，东南部有桐柏山脉。南阳市区内有九座孤山，分别是丰山、隐山、蒲山、独山、羊磨山、紫山、遮山、塔子山。

### 水系
全市分水系三大流域：中西部大部分地区属于汉水流域（长江流域），东南部的桐柏县是淮河发源地，分属淮河流域，南召县伏牛山分水岭以北有一小块地方属于黄河流域。河流分属长江、淮河两大系，长度在一百公里以上的河流有十条。全市主要河流有丹江、唐河、白河、淮河、灌河、湍河。丹江口水库主要分布于南阳淅川，是亚洲最大人工淡水湖，同时为南水北调中线工程水源地。南召的鸭河水库是河南省境内第二大水库也是南召县和南阳市区的主要水源地。

### 气候
南阳地处北亚热带北部，属半湿润大陆性季风气候，四季分明。春秋时间55-70天，夏季110-120天，冬季时间110-135 天。年平均气温14.4-15.7℃，七月平均气温26.9-28.0℃，一月平均气温0.5-2.4℃。年降雨量703.6-1173.4mm，年日照时数1897.9-2120.9 小时，年无霜期220-245天。
| 南阳市气象数据（1981年至2010年） | 南阳市气象数据（1981年至2010年） | 南阳市气象数据（1981年至2010年） | 南阳市气象数据（1981年至2010年） | 南阳市气象数据（1981年至2010年） | 南阳市气象数据（1981年至2010年） | 南阳市气象数据（1981年至2010年） | 南阳市气象数据（1981年至2010年） | 南阳市气象数据（1981年至2010年） | 南阳市气象数据（1981年至2010年） | 南阳市气象数据（1981年至2010年） | 南阳市气象数据（1981年至2010年） | 南阳市气象数据（1981年至2010年） | 南阳市气象数据（1981年至2010年） |
| 月份                             | 1月                              | 2月                              | 3月                              | 4月                              | 5月                              | 6月                              | 7月                              | 8月                              | 9月                              | 10月                             | 11月                             | 12月                             | 全年                             |
| -------------------------------- | -------------------------------- | -------------------------------- | -------------------------------- | -------------------------------- | -------------------------------- | -------------------------------- | -------------------------------- | -------------------------------- | -------------------------------- | -------------------------------- | -------------------------------- | -------------------------------- | -------------------------------- |
| 历史最高温 °C（°F）              | 20.5 (68.9)                      | 22.8 (73.0)                      | 29.0 (84.2)                      | 33.2 (91.8)                      | 38.9 (102.0)                     | 39.3 (102.7)                     | 39.7 (103.5)                     | 37.9 (100.2)                     | 39.0 (102.2)                     | 32.9 (91.2)                      | 28.1 (82.6)                      | 20.6 (69.1)                      | 39.7 (103.5)                     |
| 平均高温 °C（°F）                | 6.6 (43.9)                       | 9.8 (49.6)                       | 14.7 (58.5)                      | 21.5 (70.7)                      | 26.9 (80.4)                      | 30.9 (87.6)                      | 31.4 (88.5)                      | 30.4 (86.7)                      | 26.8 (80.2)                      | 21.8 (71.2)                      | 15.1 (59.2)                      | 8.8 (47.8)                       | 20.4 (68.7)                      |
| 日均气温 °C（°F）                | 1.6 (34.9)                       | 4.5 (40.1)                       | 9.2 (48.6)                       | 15.9 (60.6)                      | 21.3 (70.3)                      | 25.6 (78.1)                      | 27.0 (80.6)                      | 26.0 (78.8)                      | 21.7 (71.1)                      | 16.2 (61.2)                      | 9.3 (48.7)                       | 3.5 (38.3)                       | 15.2 (59.3)                      |
| 平均低温 °C（°F）                | −2.2 (28.0)                      | 0.2 (32.4)                       | 4.5 (40.1)                       | 10.8 (51.4)                      | 16.0 (60.8)                      | 20.8 (69.4)                      | 23.5 (74.3)                      | 22.5 (72.5)                      | 17.7 (63.9)                      | 11.8 (53.2)                      | 5.0 (41.0)                       | −0.5 (31.1)                      | 10.8 (51.5)                      |
| 历史最低温 °C（°F）              | −12.8 (9.0)                      | −13.9 (7.0)                      | −6.5 (20.3)                      | −0.4 (31.3)                      | 5.0 (41.0)                       | 11.8 (53.2)                      | 17.2 (63.0)                      | 14.0 (57.2)                      | 8.5 (47.3)                       | −1.2 (29.8)                      | −4.5 (23.9)                      | −17.5 (0.5)                      | −17.5 (0.5)                      |
| 平均降水量 mm（）                | 13.0 (0.51)                      | 15.9 (0.63)                      | 34.2 (1.35)                      | 41.9 (1.65)                      | 75.4 (2.97)                      | 121.8 (4.80)                     | 188.3 (7.41)                     | 130.7 (5.15)                     | 76.2 (3.00)                      | 51.5 (2.03)                      | 31.4 (1.24)                      | 13.0 (0.51)                      | 793.3 (31.25)                    |
| 平均降水天数（≥ 0.1 mm）         | 4.5                              | 5.0                              | 7.9                              | 8.1                              | 9.5                              | 9.9                              | 12.3                             | 10.4                             | 9.2                              | 8.8                              | 6.0                              | 3.8                              | 95.4                             |
| 平均相對濕度（％）               | 70                               | 67                               | 69                               | 70                               | 70                               | 70                               | 81                               | 82                               | 77                               | 74                               | 73                               | 70                               | 73                               |
| 来源：中国天气网                 |                                  |                                  |                                  |                                  |                                  |                                  |                                  |                                  |                                  |                                  |                                  |                                  |                                  |

## 资源

### 电力资源
南阳处在华中电网覆盖之下，主要电力资源按照种类可分为：
火电：境内已有装机1900MW的鸭河口火电厂、装机25万千瓦的蒲山电厂。
水电：鸭河口水库发电站。市内各小型水库也均有发电设施。
风电：方城县河南省首个风电厂项目，首期安装28台单机容量为750千瓦风电机组，装机规模为21兆瓦，最终投资规模将达到15亿元。
核电：正在筹建的核电项目位于南召县鸭河口水库南岸，规划建设为6×100万千瓦，首期工程规模为2×100万千瓦级“压水堆核电”机组。

### 石油资源
河南油田河南油田地处豫西南的南阳盆地，矿区横跨南阳、驻马店、平顶山三地市，分布在新野、桐柏、唐河等8县境内。1970年开始勘探，1971年8月8日 在南襄盆地南阳凹陷东庄背斜构造发现工业油气流，已累计找到14个油田，探明石油地质储量一亿七千万吨及含油面积117.9平方公里。

### 矿产资源
南阳境内目前已发现有价值的各类矿床矿点452处、80余种，储量大、品位高的大型矿床14处、中型矿床23处、小型矿床49处。天然碱、蓝石棉、高铝矿物等，储量位居全国之冠；独山玉、银、松香、黄大理石全国独具优势，其中独山玉是中国四大名玉之一；石油、金、铜、钒、钛在省内占有重要位置。境内探明储量的矿藏有66种，其中天然碱储量达8514万吨、蓝石棉储量达5800万吨、银金属储量达2729吨、蓝晶石储量达498万吨、红柱石储量达450万吨、金红石储量达255万吨、黄金金属储量达122吨、大理石储量达25000万立方米、石墨储量达563.4万吨。

### 植物资源

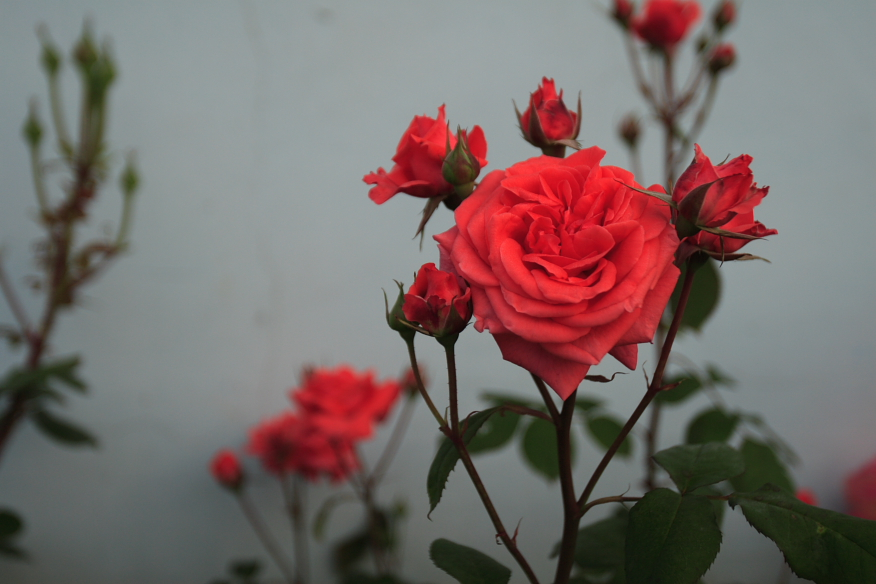
南阳是月季的主要产地

全市林地面积1451万亩，森林覆盖率达34.3%，拥有植物资源1500多种。南阳是全国中药材的主产区之一，药用植物资源丰富，具有种植、加工中藥草的自然条件优势，盛产中药材2340种，产量达2.5亿公斤，其中地道名优药材30余种，山茱萸产量约占全国的80%，居全国之冠；辛夷花产量占全国总产量的70%以上；杜仲有2000多万株；南阳是全国月季的主产区之一，月季种苗的产量约占全国的75%，居全国之冠，并已出口至荷兰、德国、日本和美国等地，出口量居世界之最。主要粮食作物有小麦、玉米、大豆、水稻、红薯、高粱、绿豆等，经济作物有棉花、烟叶、芝麻、花生、月季等，主要树种有松树、杉树、泡桐、中华猕猴桃、苹果、柑桔、板栗、油桐、生漆树等。

### 动物资源
南阳的野生动物资源极为丰富，其中内乡县宝天曼自然保护区的金钱豹等是国家一级保护动物。共有野生鸟类213种，占河南省鸟类总数的71％;兽类62种，占河南省总数的86％，两栖类和爬行类45种，分别占河南省总数的73.7％和23.8％。

## 政治

### 现任领导
| 机构     | · 中国共产党 · 南阳市委员会 | 南阳市人民代表大会 常务委员会 | 南阳市人民政府    | · 中国人民政治协商会议 · 南阳市委员会 |
| 职务     | 书记                        | 主任                          | 市长              | 主席                                  |
| -------- | --------------------------- | ----------------------------- | ----------------- | ------------------------------------- |
| 姓名     | 王智慧                      | 张生起                        | 路红卫            | 张富治                                |
| 民族     | 汉族                        | 汉族                          | 汉族              | 汉族                                  |
| 籍贯     | 河南省商水县                | 河南省社旗县                  | 河南省巩义市      | 河南省上蔡县                          |
| 出生日期 | 1968年8月（56—57歲）        | 1963年11月（61歲）            | 1969年3月（56歲） | 1964年9月（60歲）                     |
| 就任日期 | 2024年7月                   | 2022年2月                     | 2024年7月         | 2022年2月                             |

### 历任领导
| 市委书记 - 李清彪（1994年10月－1998年9月） - 孙兰卿（1998年9月－2001年1月） - 马万令（2001年1月－2004年1月） - 何东成（2004年1月－2006年11月） - 黄兴维（2006年11月－2011年5月） - 李文慧（2011年5月－2013年4月） - 穆为民（2013年4月－2016年12月） - 张文深（2016年12月－2021年7月） - 朱是西（2021年7月－2024年5月） - 王智慧（2024年7月－） | 市长 - 符文朗（1994年10月－1997年8月） - 孙兰卿（1997年8月－1998年9月） - 王菊梅（1998年9月－2001年1月） - 何东成（2001年2月－2004年4月） - 黄兴维（2004年4月－2009年3月） - 穆为民（2009年3月－2013年4月） - 程志明（2013年4月－2016年5月） - 霍好胜（2016年6月－2021年7月） - 王智慧（2021年7月－2024年7月） - 路红卫（2024年7月－） |

### 区划沿革
秦置南阳郡，郡治宛城，汉沿秦制。东晋十六国分属顺阳郡、南乡郡、义阳郡、南阳国，南北朝复南阳郡。唐、宋设邓州、唐州。元置南阳府，明清不变。
辛亥革命後的中华民国於1912年把南阳知县署改为南阳县公署，知县改为县知事，除增设承审和官狱外，其余设置仍沿袭清制；1927年，县公署改为县政府，县知事改称县长；1930年－1943年南阳西部的镇平、内乡、邓县、淅川四县实行自治，史称宛西自治；1933年，河南省设置了十一个行政区，其中南阳为第六行政区，下辖：南阳县、南召、唐河、方城、桐柏、新野、泌阳、叶县、舞阳县和名义上管辖的镇平、内乡、邓县、淅川四县。1948年，国民党又在此设第十三绥靖区。
1949年设南阳专区，后改为南阳地区，同年3月，新成立的中共河南省委决定，成立南阳地委，并宣布南阳专署原辖的叶县、舞阳两县划归许昌地区，南召、南阳、镇平、内乡、淅川、邓县（1988年成立邓州市）、新野、唐河、桐柏、泌阳、方城11个县属南阳专署管辖。
1994年7月1日，国务院批复同意撤销南阳地区和县级南阳市、南阳县，设立地级南阳市，设宛城区和卧龙区。南阳市辖原南阳地区各县，县级市邓州市由省直辖。1994年8月7日，河南省人民政府发文通知（豫政文〔1994〕216号），原南阳地区的邓州市由南阳市代管。
2014年1月，河南省深化省直管县体制改革工作电视电话会议召开，2014年1月1日起，邓州市、巩义市等10个县（市），成为河南省省直管试点县，赋予部分省辖市享有的经济和财政管理权限，与南阳市只保留名义上行政关系。

### 行政区划
南阳市下辖2个市辖区、10个县，代管1个县级市。
- 市辖区：宛城区、卧龙区
- 县级市：邓州市
- 县：南召县、方城县、西峡县、镇平县、内乡县、淅川县、社旗县、唐河县、新野县、桐柏县

### 地方政治
著名事件：马振扶事件发生在唐河县，是一起“文化大革命”期间因为一名初中学生自杀而引起的政治事件，事件后来波及全国。

### 功能区
除正式行政区划外，南阳市还设立以下经济功能区：南阳高新技术产业开发区（国家级）、南阳市城乡一体化示范区、官庄工区、鸭河工区。
南阳高新技术产业开发区：南阳高新区于1995年3月经河南省政府批准成立；2005年顺利通过国家发改委等5部委审核，纳入国家开发区名录库；2010年9月经国务院批准，晋升为国家级高新区。
南阳市城乡一体化示范区：2010年12月21日，河南省人民政府下发了《关于印发南阳新区建设总体方案的通知》，2014年2月南阳新区正式更名为南阳市城乡一体化示范区。
官庄工区：为了更好的服务河南油田，实现油地共赢，2009年南阳市委、市政府以河南油田建成区为中心，在宛城、唐河、新野三县交界地带设立官庄工区，实行委托管理体制，目前托管1个镇、2个街道办事处（筹），总面积约132.5平方公里，耕地面积12万亩，总人口约23万，其中非农人口14万人。
鸭河工区：鸭河工区位于汉水流域白河上游、风景秀丽的鸭河口水库湖畔，总面积113.3平方公里，辖皇路店镇、石门乡孟山等5个行政村、广阳镇谭庄等2个行政村1个社区，共32个行政村1个社区，总人口7.5万。工区工业特色明显，以鸭河口电厂为重点的能源项目不断发展壮大。

## 人口
2022年末，全市常住人口961.50万人。其中城镇常住人口502.10万人，常住人口城镇化率为52.22%，全年出生人口6.64万人。
南阳人口众多，是中国少数几个人口上千万的地级市之一。盆地内河流众多、又处于南北气候过渡带、气候地质灾害较少，城市历史悠久等因素都为南阳人口发展提供了条件。2020年，全市户籍人口约为1200万人，位列全省第一。
根据2020年第七次全国人口普查，全市常住人口为9,713,112人。同第六次全国人口普查的10,263,660人相比，十年共减少了550,548人，下降5.36%，年平均增长率为-0.55%。其中，男性人口为4,876,561人，占总人口的50.21%；女性人口为4,836,551人，占总人口的49.79%。总人口性别比（以女性为100）为100.83。0－14岁的人口为2,547,347人，占总人口的26.23%；15－59岁的人口为5,341,118人，占总人口的54.99%；60岁及以上的人口为1,824,647人，占总人口的18.79%，其中65岁及以上的人口为1,381,305人，占总人口的14.22%。居住在城镇的人口为4,913,994人，占总人口的50.59%；居住在乡村的人口为4,799,118人，占总人口的49.41%。
人口特点方面：随着改革开放的发展，南阳的人口结构和人口素质也出现了相应的改变，突出的特点是：年轻劳动力外流严重，南阳大约有50-100万的人口长年在外务工，其中目标以沿海城市居多。城市化进程加快，卧龙区和宛城区约占全市人口15.4%；除西峡县、桐柏县外，其余县城常住人口均超过50万。农村人口老龄化严重，随着年轻人外出务工增多，留在农村的都是老人、妇女及儿童。男女比例约为100.83，低于全国平均水平。
工资方面：2013年南阳市辖区的最低工资标准为1100元/月，其他县市的最低工资为960元/月。

### 语言
南阳的本土语言为南阳话，是中原官话的一个分支，有自己的语言特色，它带有华北方言普遍的语音特征。南阳方言词汇丰富多彩，或形象，或意会，皆不失字之原义，如“性急”曰“毛躁”，“讨厌”曰“膈应”，“脏”曰“埋迹”等，虽为俗语而实有意义可寻，是南阳方言的一大特色。南阳为秦汉之际经济文化要地，秦实行“书同文”的政策，统一了六国文字，许多古音古字古词得以保留于民间至今。南阳又是中原与南楚交融之地，文人墨客云集，南阳方言中既有浓郁的荆楚韵味，又有鲜活的儒学风彩，其生活用语、歇后语、民谣的幽默风趣以及所体现的古代文化的质朴，表情达意准确生动，是南阳历史、文化、民俗的活化石，极富表现力，具有很高的学术价值和艺术价值。
由于地理环境、政治、历史等原因，南阳方言内部存在着一定的差别，尤其是语音和词汇的一定的差别。语法的差别不大。相互之间沟通毫无困难，目前南阳的13个县市区中，根据其方言特征，可分为三个方言区，即东部区、西部区和中部区。东部区主要包括南阳东南部的桐柏、唐河等县；西部区主要包括西峡、淅川、内乡三县及镇平、邓州西部，属浅山丘陵地区，南接湖北，西接陕西；中部区主要有宛城、卧龙、方城、社旗、南召、新野、唐河西部、镇平、邓州东部等，此区以平原为主，南与湖北接壤。以上三个区的语言差别主要表现在语言和词汇方面。

### 民族
全市常住人口中，汉族人口为9,522,199人，占98.03%；各少数民族人口为190,913人，占1.97%。与2010年第六次全国人口普查相比，汉族人口减少540,724人，下降5.37%，占总人口比例下降0.01个百分点；各少数民族人口减少9,824人，下降4.89%，占总人口比例增加0.01个百分点。

### 主要少数民族
截止2008年，南阳有43个少数民族，共25.7万人，占全市总人口的2.4%。呈“大分散，小聚居”特点，其中回族15.7万人，主要分布在宛城、镇平和邓州，有两个回族乡，分别是镇平县郭庄回族乡和方城县袁店回族乡；蒙古族6.8万人，主要分布在镇平和内乡；满族2.6万人，主要分布在南召。

#### 回族
回族是南阳第一大少数族群，遍布于全市十三个县区。回族的主要来源有三类：第一类是随军入宛，元初随蒙古的“探马赤军”进入南阳，并在南阳大批屯田，到1270年,在南阳县的回族有6041户，屯田达10662顷。另外明宪宗成化年间，荆襄地区掀起了声势浩大的反明运动。参加者的义军中回族人很多，明末农民起义军中名列十三之一的马守应，号老回回，率领农民起义军，在淅川、南阳一带活动频繁。第二类是官宦入籍，主要是南阳回族中的马姓和闻姓；第三类为经商、行医和传教，道光年间，南阳县丁、李二姓从封丘县迁到新店镇，从事旅店业或其他商业活动，其后代在此衍为大族；

#### 蒙古族
南阳市的蒙古族是河南省蒙古族人口最为集中的区域，境内有蒙古族6万多人，占全省蒙古族人的90%以上，在南阳市各少数民族中人口仅次于回族。分布于13个县（市、区），其中尤以镇平最多，占全区的50%以上。南阳的蒙古族以王、李二姓居多。他们来自两个不同的宗脉，一支是元代皇室后裔，在元朝灭亡以后，流落到这里的王姓，分布在镇平、内乡、淅川（九重镇）、南召境内；另一支是元代功臣木华黎的后代，最初定居在洛阳西陡沟一带，后世中一支迁到唐河、社旗境内的李姓。这两支元代贵族的后裔，于明代初叶，因故滞留于内地，在群众的掩护下，更名易姓，与汉族通婚后繁衍生息，发展至今。此外，尚有一部分国家职工，因工作调动或由于婚姻关系，从外地迁入境内。

### 宗教
南阳做为历史上南北经济、文化交汇之地，为宗教传播发展提供了有利条件。不论是源于中国的道教，或是源自国外的佛教、伊斯兰教、天主教、基督教，在不同的历史时期在南阳都有不同程度的发展。其中，道教在东汉时期开始在南阳传播，其在南阳建立的玄妙观，与北京白云观、山西长清观和西安八仙庵一起并称为全国道教四大十方丛林。而佛教何时传入南阳已无法考证，始建于晋元帝永昌元年（322年）的弥陀寺是南阳现存佛寺中最早的建筑。另外，罗马教廷于1844年在靳岗设立的天主教南阳教区，曾长期掌管河南全省的教务，法国人安巴都为首任主教，现存有靳岗天主教堂。中华人民共和国成立后，宗教被视为迷信，宗教寺庙遭到部分破坏，宗教信仰受到限制，但在改革开放后，信仰环境有所改观，根据南阳官方2008年的统计，南阳全市有52万多人信教，其中道教14万多人，佛教10万多人，基督教14万多人，天主教2万多人，伊斯兰教12万多人，信教群众约占全市总人口4%。

## 经济
2014年全年全市生产总值2347.09亿元，比上年增长8.6%。其中，第一产业增加值382.83亿元，增长4.2%；第二产业增加值1184.50亿元，增长9.3%；第三产业增加值779.77亿元，增长9.6%。三次产业结构16.3：50.5：33.2。全年全市地方财政总收入234.00亿元，比上年增长14.4%。地方公共财政预算收入141.02亿元，增长14.1%。全市有10个县（区）地方公共财政预算收入超过5亿元，其中西峡县超过10亿元。

### 农业
南阳素有“中州粮仓”之称，秦汉时期，农业生产初具规模，汉元帝建昭年间，南阳太守召信臣“劝民农桑”，倡修水利，垦植荒田，东汉建武初年，太守杜诗又“修治堰坡，开拓土地”，随后各朝，南阳的农业均有不同程度的发展，晚清至日本侵略和国共内战期间，南阳的农业生产受到严重影响。到了人民共和国时期的十一届三中全会之后，农村进行了经济体制改革，南阳的农业生产得以发展进步。目前，南阳是全国粮、棉、油、烟集中产地。正常年景，粮食总产约占全省11%、全国1%；棉花占全省20%、全国4%；油料占全省13%、全国2%。有6个县市区是国家商品粮、棉基地，3个县市区为国家优质棉基地。南阳黄牛居全国5大优良品系之首，南阳月季产销量居全国之首，出口量居世界第一，南阳月季基地为国内最大的月季种苗生产基地。

### 工业
历史上，南阳冶金业较为发达，清末民初，南阳出现了机械、化工、纺织等具有现代工业雏型的工厂。目前，全市工业经济总量位居河南省第三位，仅次于省会郑州和河南第二大城市洛阳。规模以上工厂有1200家，居于河南省第二位，拥有各类工业企业13万多家，河南天冠企业集团有限公司、金冠电气集团、普康制药集团、南阳纺织集团、新野棉纺集团、河南油田、乐凯胶片厂等企业已进入全国520家主要企业行列。现已初步形成机械电子、石油、化工、冶金、建材、纺织、医药和轻工食品等主要行业，酒精、石油、胶片、中西药、纺织品、防爆电机、卷烟、水泥、天然碱、汽车配件等产品在全省乃至全国占有重要位置。燃料乙醇被列为国家“十五”试点推广项目。

### 中医药业
南阳是一座盛产中药材的“天然药库”，得天独厚的自然条件，适宜的地理环境孕育了丰富的中药材资源，这里分布着中国北方与南方兼有的动植物药材，截止2008年，境内已经确定的天然中药材达2356种，名优中药材50多种，中药材总储量2.5亿多公斤，且多为无污染的有机药材，以南召辛夷、西峡山茱萸与天麻、桐柏桔梗、方城裕丹参、邓州麦冬、内乡黄姜、镇平杜仲、唐河栀子、社旗板蓝根为主的十大中药材基地发展较快，其中南召辛夷、西峡山茱萸、方城裕丹参、唐河栀子和半夏5个中药材基地通过了国家原产地保护认证，西峡、内乡山茱萸基地被确认为全国首批8个中药材GAP示范基地之一。主要医药企业有：河南宛西制药公司（西峡）、河南福森药业有限公司（淅川）、华丰药业有限公司（方城）。

### 主要企业
中国石油化工股份有限公司河南油田分公司（中国石化集团河南石油勘探局）、河南中烟工业有限责任公司南阳卷烟厂、中国联合水泥集团有限公司南阳分公司、河南天冠企业集团有限公司、南阳防爆集团股份有限公司、南阳二机石油装备(集团)有限公司、乐凯华光印刷科技有限公司、河南中光学集团有限公司、豫西工业集团有限公司、河南中南工业有限责任公司、河南龙成集团有限公司、河南淅川铝业（集团）有限公司、河南省宛西制药股份有限公司、河南省西保冶材集团有限公司、河南新野纺织集团股份有限公司、河南中源化学股份有限公司、淅川县福森药业有限公司、南阳淅减汽车减振器有限公司、牧原食品股份有限公司、河南通宇冶材集团、河南赊店老酒股份有限公司、西峡汽车水泵股份有限公司、西峡县内燃机排气管有限责任公司、科尔沁牛业南阳有限公司、河南天工建设集团有限公司、南阳纺织集团有限公司、南阳宛运集团有限公司。上市公司：新野纺织、利达光电、西泵股份、牧原股份、江南红箭（河南中南工业有限责任公司）、远兴能源（河南中源化学股份有限公司）、中国车辆零部件（南阳淅减汽车减振器有限公司）。

### 服务业

#### 金融业
南阳现拥有全国性商业银行12家：中国工商银行、中国建设银行、中国银行、中国农业银行、中国邮政储蓄银行、交通银行、中信银行、中国民生银行、中国光大银行、广发银行、浦发银行、招商银行。地区性商业银行：中原银行、郑州银行、河南农商银行、西峡农商银行、桐柏农商银行、邓州农商银行、南阳村镇银行、河南方城凤裕村镇银行、河南新野建信村镇银行。政策性银行2家：中国人民银行南阳市中心支行、中国农业发展银行南阳市分行。证券公司9家：民生证券、中原证券、中航证券、长江证券、中信证券（山东）、方正证券、国泰君安证券、申万宏源证券、招商证券。

#### 信息产业
南阳IT产业逐步壮大，国家东西、南北通讯光缆干线在南阳交汇。2005年3月21日电话号码升至8位。南阳移动、联通、电信等运营商及广电部门的光缆已辅设到全市各县市区、乡镇，全市基本建成以光缆传输为主，集交换程控化、传输数字化、网络智能化为一体的覆盖全市、通达市区、乡镇（包括90%以上的村庄）的立体通信网络，实现了行政村村村通电话。截至2021年，南阳市共有移动电话用户905.05万户，其中4G电话用户608.83万户，国际互联网用户1083.68万户，移动电话普及率94.0部/百人。

## 交通
历史上的南阳曾是中国中部地区重要交通枢纽，素有“南船北马”之称。秦汉时期，南阳拥有“西通武关、郧关，东南受汉、江、淮”、“推淮引湍，三方是通”的水陆并臻的辐射型交通网。唐代，南阳盆地为东、西两大政治中心和南、北两条漕粮之道的交通枢纽。明清时期，南阳盆地逐渐形成了以丹江、湍水、白河、唐河为主干的水路网和以方城路、三鸦路、商洛路、邓州路、桐柏路为主干的陆路网，唐白河岸的南阳、新野、瓦店、石桥、唐河、赊店，以及位于淅川丹江流域的荆紫关和李官桥镇，都是繁盛之地。
中華民國大陸时期以及中华人民共和国成立后的70年代以前，南阳盆地因为交通闭塞逐步走向衰落，加上周边城市铁路交通的大力发展，以及鸭河口水库的修建致使南阳河运能力丧失，这些都严重制约了南阳经济的发展。1970年代焦枝铁路的开通使南阳的交通状况得到改善。直到1990年代后，随着中国西部大开发进程的加速，宁西铁路使南阳成为新的铁路枢纽。与此同时，南阳的高速公路建设发展迅速，从2004年第一条高速公路建成通车，至2014年末高速公路通车里程达643公里，居河南省第一。目前，全市13个县市区中，9个通了铁路，11个通了高速公路。随着交通的改善，南阳已形成区域型的物流中心。2010年南阳市被中国交通部列为“国家公路运输枢纽”首批试点城市，按照规划，南阳市城区将建设7个客运站、5个货运站。

### 铁路
焦柳铁路和郑渝高速铁路纵贯南北，宁西铁路横穿东西。南阳市区有南阳站、南阳东站两个主要的铁路客运车站，均为一等站。其中南阳站开通于1970年，为普速客运和货运站，焦柳铁路和宁西铁路两条普速铁路干线在此交汇。郑渝高速铁路南阳东站开通于2019年，结束了南阳不通高铁的历史。此外，于2019年开通的浩吉铁路穿过南阳市西部和南部的西峡、淅川、内乡、邓州等县市，为重载运煤铁路。
- 焦柳线：月山---南召站---南阳站---邓州站---襄阳---柳州
- 宁西线：南京---合肥---信阳---桐柏站---唐河站---南阳站---镇平站---内乡站---西峡站---西安
- 郑渝高速铁路：郑州东站---方城站---南阳东站---邓州东站---襄阳东站---重庆北站
- 浩吉铁路：浩勒报吉南站---西峡西站---内乡西站---淅川站---邓州西站---吉安站

### 公路
国道、省道： 312国道、 207国道、 209国道和省道豫01线、豫02线分别从全市纵横穿过。
高速公路：市内第一条高速公路——许平南高速公路2004年建成通车，使南阳至郑州行车时间缩短为4小时。截至2021年末，南阳市高速公路通车里程达832公里，居河南省第一，同时南阳中心城区形成了80公里长的环城高速公路。
- 目前已通车的高速公路： 
  -  沪陕高速（上海－西安）
  -  二广高速（二连浩特－广州）
  -  呼北高速（呼和浩特－北海，经过西峡县）
  -  许广高速（许昌－广州，经过桐柏县）
  -  渑淅高速（渑池－淅川）
  -  淮内高速（原 内邓高速，截至2023年7月，内乡－邓州段建成通车）
  -  商南高速（商丘－南阳）
  -  兰南高速（兰考－南阳）
  -  邓老高速（邓州－老河口）
- 在建的省级高速公路
  -  焦唐高速（焦作－唐河）
  - 南邓高速（南阳－邓州）
- 筹建中的国家高速公路[46][47][48]：
  -  平宜高速（平顶山－南阳－宜昌，其中平顶山－南阳段即 兰南高速平顶山至南阳段，南阳至新野段规划中）
  -  洛内高速（洛阳－内乡）

### 民航
- 民用机场：南阳姜营机场

1934年4月，蒋中正为加强对中共的“围剿”，修建了南阳老机场，后被日军占领，日本投降后由中华民国国民政府使用，1948年5月国民党驻军王凌云组织民工历时三个月重修飞机场。1948年南阳被中国共产党占领后，机场由中共接管。1958年南阳航空站建立，1973年修建南远导航台。1988年南阳决定在市区东南姜营龙王庙迁建、扩修机场，机场迁建工程于1991年4月开工，1992年10月南阳机场竣工投入使用，同时老机场关闭。2008年4月28日，南航南阳飞行训练基地成立。同年，南阳机场航站楼开始改扩建。
目前，南阳姜营机场是标准4D级机场，有一条2800m×50m的跑道，是河南省目前仅有的四个已建成正规民用机场之一，可起降波音757等中型客机和货机，直达北京、上海、广州、深圳、郑州、成都、杭州、大连、昆明、南宁、天津、海口等城市。

### 城市交通
南阳中心城区道路靠右行驶，分为机动车道和自行车道。普通市民以自行车、电动自行车、公共汽车、出租车（的士）为主要交通工具。
南阳公交有40多条线路，覆盖市区和郊区，出租车起步价6元（含2公里），2公里之后每公里加1元，此外中心城区有少量私人摩的和三轮摩托（摩托车）服务，但是当地法律禁止私人摩的和三轮摩托运营。

## 文化
南阳是中華人民共和國國務院第二批命名的历史文化名城和第一批对外开放的历史文化名城，有着浓厚的楚汉文化、医药文化、衙署文化。汉代，南阳人张衡与同时期的司马相如、扬雄和班固并称为“汉赋四大家”，他创作的《二京赋》是汉赋的长篇之极轨，结构严谨精密，被认为是汉赋中的精品。《归田赋》是东汉赋风转变的扛鼎之作，在语言上开启了汉赋骈俪之风。近代南阳文学也有长足的发展，1980年代中期，以二月河为代表的「南阳作家群」作为一种文学现象曾引起大陸境內关注，1994年8月，时任中宣部副部长的徐惟诚表示：“南阳作家群现象值得研究。”

### 戏曲
南阳曲艺种类繁多，流派纷呈，历史上南阳曲艺的“三大支柱”大调曲、三弦书、鼓词影响最大，在三个主要曲种的基础上，清末和民国时期逐渐引进了评书、坠子、相声、莲花落等曲种，清代中叶以后，活跃在广大民众中的戏剧种类有20多种。古戏楼众多是南阳戏剧文化繁荣的最好证明。南阳的古戏楼，民间又习称戏台，多随庙宇而建，元代时期，内乡县王店乡显圣庙即建古戏楼1座。清朝末年，南阳的各种戏楼、戏场多达600余座。仅南阳市区就有23座，镇平县有58座，内乡县更达68座之多。比较著名的戏楼有社旗山陕会馆悬鉴楼、内乡王店乡显圣庙村的显圣戏楼、镇平城隍庙戏楼等。
随着现代音乐的发展，娱乐方式更加多元，戏曲逐渐变得没落。现在比较流行的曲艺有曲剧、豫剧、越调、宛梆、三弦书、鼓词、锣鼓曲、槐书等。

### 南阳民歌
南阳地区的民歌是数千年来逐渐积累、流变、发展的结果，从南阳出土的汉画象石中，发现的大量音乐、舞乐图可知，南阳在历史上特别是汉代有着浓厚的音乐氛围，南阳近代民歌较为丰富多彩。南阳民歌大多为劳动、生活和爱情等内容，有着浓厚纯朴的生活气息。表现了人民群众的生活、思想、感情，意志和愿望。南阳地理位置特殊，处于中国南北交界一带，所以南阳的民歌兼具南北之特点，曲调优美动听，唱腔圆滑流畅、灵活多样但不失高亢。南阳地区的民歌种类由于受所处地理环境的直接影响，各类民歌首先得以发展的是山歌、田歌及劳动号子，其次是灯歌、小调等。当代随着铁路业的发展，南阳航运业逐渐没落，再加上现代轮船替代了古代的人力船，作为水上音乐的劳动号子呈消亡之势，而其他形式的南阳民歌伴随着现代流行音乐的冲击也逐渐淡出人们的视野。

### 源自南阳的民间故事

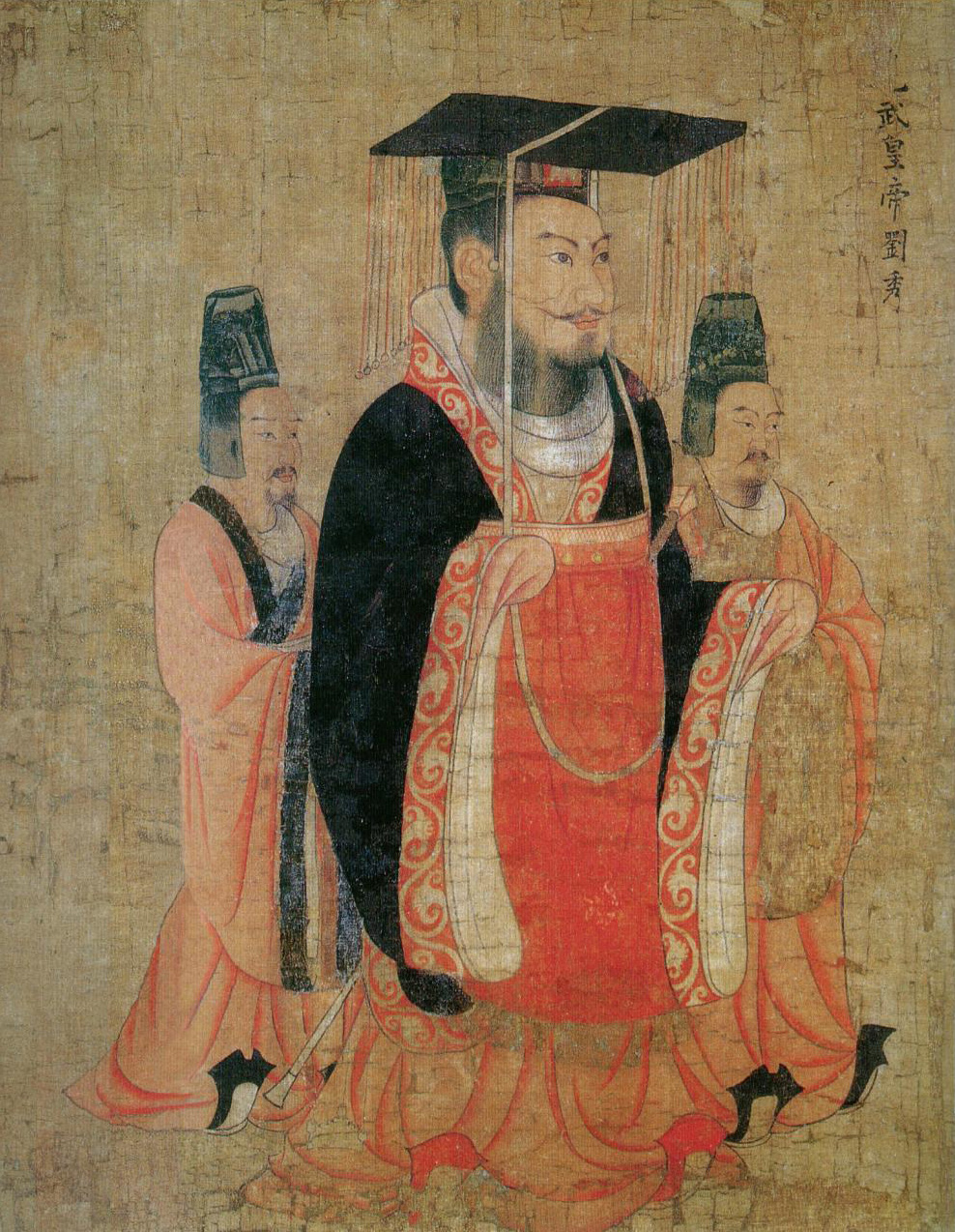
发迹于南阳的汉光武帝刘秀

盘古神话，盘古开天辟地，用自己身体的各个部分变成了江河高山、草木森林、太阳月亮，创造了世界的神话故事。
牛郎织女，牛郎和织女之间凄美的爱情故事。
三顾茅庐，刘备三次到南阳卧龙岗邀请诸葛亮出山辅佐自己。
王莽撵刘秀，讲述的是人们保护幼年的刘秀不受王莽军伤害，在刘秀建立东汉政权、当了皇帝后报答救命者的系列故事。
羊续悬鱼，后汉太守羊续到南阳郡上任不久，属下给他送来一条当地有名的特产白河鲤鱼。羊续拒收，推让再三，属下执意要太守收下。属下走後，羊续将这条大鲤鱼挂在屋外的柱子上，风吹日晒，成为鱼干。後来，这位府丞又送来一条更大的白河鲤鱼。羊续把他带到屋外的柱子前，指著柱上悬挂的鱼干说：“你上次送的鱼还挂著，已成了鱼乾，请你一起都拿回去吧。”这位府丞甚感羞愧，悄悄地把鱼取走了。此事传开後，南阳郡百姓无不称赞，敬称其为“悬鱼太守”，也再无人敢给羊续送礼了。后来"羊续悬鱼"一词便来比喻居官清廉、拒绝受贿。

### 名优特产
南阳物华天宝，特产琳琅满目，比较有名的有如下品种：
南阳玉雕，南阳市北面8公里的独山，盛产美玉，产量居中国四大名玉之首。清《新修南阳县志》载：“故县北居民，多治玉为生”，南阳的独玉色泽和质地可同翡翠媲美，南阳玉雕以南阳独玉卧龙区的紫晶、淅川县的虎眼石、辽宁的岫玉、和田的白玉为材料，雕刻品种达120多种，镇平县的石佛寺镇，是玉雕重镇。南阳玉器是中国地理标志产品。
南阳烙画，又称“烫花”、“烙花”。是中国国内独有的装饰艺术品种，具有浓郁的地方色彩，自清朝问世以来，在国内外久负盛名，故南阳为“烙画之乡”。
南阳角雕，是南阳一种古老的民间雕刻工艺，以“牛角”为主要原料，雕刻各种艺术品、实用品、保健系列品等。市内一家工艺厂研制生产的“水牛角席”被载入《大世界吉尼斯之最》。
南阳黄石砚，是中国五大名砚之一，产于南阳东北部方城县的黄石山，黄石砚始于唐，兴盛于宋，具有“石质如玉，其声如罄，其色多彩，发墨如脂”的特点。明代的马愈在《方城石》中称之为“石中上品”。
南阳黄牛，是中国五大良种黄牛之一，具有较高的役用性和食用性，其特点为体格高大、肌肉发达、遗传性稳定。南阳黄牛是中国地理标志产品。
除此之外南阳的丝绸、地毯、刺绣、桐蛋、山茱萸、辛夷花、桔梗、中华猕猴桃、中国养生酒、镇平黄酒、莲花白酒、社旗三粉等产品也有独特之处。

### 饮食
古代，南阳民间饮茶风气甚盛。从南北朝的茶寮，到宋代以卖茶水为业的茶坊十分普遍。清代民间饮茶之风更甚，茶店、茶馆遍布大街小巷。南阳人饮的多是大碗茶，中国西南的盖碗茶和南方的工夫茶，很难在南阳见到。南阳的大碗茶，从茶具配置到服务格调都别具风味。现代饮品的出现，在一定程度上打破了茶水一统天下的局面，饮品开始变得多元化。
南阳主产小麦，南阳人自然以面作为主食，饺子的始祖“娇耳”就发源于南阳。南阳人早餐以羊肉汤、牛肉汤、糊辣汤、油条、油烙馍、豆腐脑、煎饼、水煎包、小笼包、菜合（韭菜盒子）等为主。午饭主食各类面条，比如汤面（刀削面、扯面、拉面、烩面）、捞面、蒸面条、浆面条、炒面等。晚餐俗话说叫“喝汤”，一般“苞谷糁”或“面疙瘩”配馍和菜。南阳地处中国中部，汇集有全国各地名吃，比如北京烤鸭、山西刀削面、陕西凉皮、兰州牛肉面、新疆炒拉条，郑州烩面等餐馆遍布南阳大街小巷。南阳的地方特色食品有：淅川酸菜、南阳油茶、玄妙观斋菜、镇平烧鸡、博望锅盔、界中米醋、新野臊子、唐河肘子、白土岗辣子鸡、阎天喜饺子、方城烩面等。

### 节会
- 中国·南阳张仲景医药文化节：在每年的下半年举行。2015年为第十二届，本届节会由中华中医药学会、中国中药协会、中国保健协会、中国中医药研究促进会、中国老龄事业发展基金会主办，由河南省文化厅、河南省中医管理局、南阳市人民政府承办。
- 中国·南阳玉雕节暨国际玉文化博览会：在每年的上半年举行。2015年为第十二届，本届节会由中国珠宝玉石首饰行业协会主办，南阳市人民政府承办。
- 中国·南阳诸葛亮文化旅游节：不定期在下半年举行。中国·南阳2014诸葛亮文化旅游节由南阳市人民政府主办，南阳市文广新局、南阳市旅游和外事侨务局承办。

### 教育
明清时期，南阳市区先后有8所书院，清末至抗日前夕，南阳市区有小学达200多所，中学10余所。目前，南阳拥有八所高等学校、十四所中等专业学校，是中国农科院、中国林科院的科技示范市。南阳的基础教育较为全面先进，高等教育尚有巨大发展空间。南阳基本普及九年义务教育，高中教育入学率进一步以高到60%，大学入学率仅为适龄人口的9%。

#### 中小学
省级示范性高中：
- 南阳一中、
- 油田高中、
- 南阳五中、
- 唐河县第一高级中学（唐河一高）、
- 西峡县第一高级中学、方城县第一高级中学。

主要初中：
- 南阳市第二十二中学
- 南阳市第三中学
- 南阳市第九中学
- 南阳市第十二中学
- 南阳市第十三中学

南阳市政府还在市郊区建成了数所完全学校

#### 高等教育
- 大学：南阳理工学院、南阳师范学院、河南佛教学院
- 高职：河南工业职业技术学院、南陽醫學高等專科學校、南阳农业职业学院、南阳职业学院
- 中职：河南省经济管理学校、南阳经济贸易学校、南阳工业学校、南阳市高级技工学校（南阳技师学院）、南阳文化艺术学校、南阳市体育运动学校

#### 图书馆
- 南阳图书馆
- 南阳文化馆
- 南阳科技馆
- 南阳美术馆

#### 古代书院
诸葛书院（又称卧龙书院）、豫山书院、志学书院、养正书院、南阳书院、紫山书院、宛南书院、崇正书院。

### 体育
南阳是河南天冠男排的主场，1998年起一直由河南天冠企业集团有限公司冠名赞助，2009年8月28日在漯河全国男排锦标赛获得第2名，并在2009年10月27日济南全运会上首次夺得铜牌。南阳也曾向国内输送了一大批优秀运动员，像自行车世界冠军冯永，奥运会女子马拉松铜牌获得者周春秀等。2008年，南阳成功取得2012年第七届全国农民运动会的举办权，随着第七届全国农民运动会筹办工作的展开，河南省建国以来最大规模的体育赛事将在南阳举办，南阳市及河南省政府正在加大投资和城市升级改造力度，使南阳在2012年达到赛事举办的要求。

### 传媒
- 广播：南阳人民广播电台
- 电视：南阳电视台
- 报纸：南阳日报、南阳晚报、南都晨报
- 网络：南阳网
- 刊物：《躬耕》

## 旅游
南阳是中国优秀旅游城市，有历史悠久的古迹遗址和风光旖旎的自然景观。早在明代就有对南阳八景的记载。南阳现有中国国家5A级旅游景区1家、中国国家4A级旅游景区14家、国家级重点风景名胜区1家、世界地质公园1处、国家级自然保护区2处、国家森林公园1处、省级自然保护区1处。

### 人文景观
南阳市的人文景观主要有五个系列：

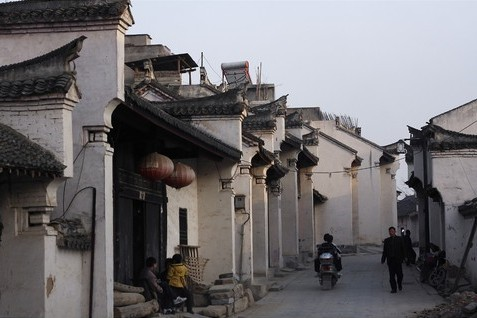
历史文化名镇，淅川荆紫关镇

- 楚文化系列：以楚国故都丹阳所在地的淅川县楚文化博物馆、范蠡公园和内乡县的商圣苑为主。
- 汉文化系列：以全国规模最大的汉画馆、东汉“科圣”张衡的墓园和“医圣”张仲景的医圣祠为主。
- 三国文化系列：以诸葛亮当年躬耕地卧龙岗的武侯祠、火烧博望遗址、当年诸葛亮和刘备在新野议事的议事台、关羽拴马遗迹的汉桑城、后主刘禅出生地太子阁等为主。
- 古建筑系列：以全国目前保存最为完整的官府衙门中的南阳府衙和内乡县衙、建筑规模和雕绘艺术堪称一流的社旗山陕会馆、基本保存清代建筑风貌的淅川荆紫关古街道、千年古刹香严寺、以地宫内发现“金棺”和“银椁”而引起哄动的邓州福胜寺塔、范仲淹捐资兴建的邓州花洲书院为主。
- 淮渎文化系列：淮河是中国最重要的气候分界线，亦即中国的南北分界线之一。淮河发源于桐柏县，是华北平原的母亲河。在桐柏境内有淮源、淮渎庙旧址等景点，三国吴人徐整编著的《五运历年记》记载:“盘古开天地，血为淮渎”，桐柏是盘古文化的孕育之地。

| - 南阳中心城(郊)区人文景点 - 武侯祠 - 医圣祠 - 汉画馆 - 南阳府衙 - 张衡墓 - 玄妙观 - 圣心修道院 - 王府山 |  | - 下辖各县人文景点 - 内乡县衙 - 吴垭民居（内乡县） - 荆紫关古建筑群 （淅川县） - 香严寺（淅川县） - 恐龙遗迹园、屈原岗 （西峡县） - 赊店古镇（社旗县） - 社旗山陕会馆 - 新野县汉画像砖博物馆 - 花洲书院 （邓州市） |

### 自然景观
南阳伏牛山世界地质公园综合旅游区(由多个景区共同构成): 位于伏牛山腹地，由宝天曼国家地质公园、南阳恐龙蛋化石群国家级自然保护区、宝天曼国家森林公园和世界生物圈保护区、伏牛山国家地质公园和南阳独山玉国家矿山公园整合而成，公园总面积1340平方公里，属大陆造山带综合型地质科学公园。主要大型景点包括：宝天曼自然保护区、老界岭、黄花曼、真武顶、龙潭沟、五垛山、牡丹垛、五道幢、石门湖、云华蝙蝠洞、寺山国家森林公园、西峡白垩纪恐龙园、西峡县老鹳河漂流风景区。其中，宝天曼和老界岭国家自然保护区，地貌独特，植被良好；2001年宝天曼国家级自然保护区被列入世界人与自然生物圈保护区。分布于分布于西峡、内乡、淅川、镇平县境内的南阳恐龙蛋化石群被称为“世界第九大奇迹”，西峡恐龙蛋生物遗迹博物馆是优秀科普教育基地。
桐柏山淮源风景区，主要景点有水帘寺、太白顶、桃花洞、千里淮河发源地淮源等且融佛教文化、盘古神话传说为一体。
丹江大观苑景区，位于淅川县丹江小三峡处，占地面积12平方公里，自西向东分别由情人岛、龟岛、鹿岛及鹤岛组成，附近景区有坐禅谷、南水北调中线渠首等。
太公湖生态旅游度假区,位于镇平县老庄镇，太公湖景区总面积18000亩，其中水域面积6000亩，林地面积8000亩。景区主要展示了姜子牙文化。
南阳市近郊有白河游览区，麒麟湖风景区，独山森林公园和鸭河口水库风景区。

### 重要遗址
南阳境内西峡县发现的大面积恐龙蛋化石群轰动世界；淅川县楚始都丹阳的春秋墓群出土的稀世珍宝闻名遐迩，从这座古墓葬群中共发掘出青铜器、玉器7000多件，其中云纹铜禁被列为禁止出国（境）展览文物；被誉为“中国长城之父”的楚长城遗址引人关注。
| 国家级风景名胜区       | 国家级风景名胜区         |
| ---------------------- | ------------------------ |
| 国家5A级旅游景区       |                          |
| 西峡县伏牛山老界岭     |                          |
| 国家4A级旅游景区       |                          |
| 南阳内乡县衙博物馆     | 南阳武侯祠               |
| 香严寺                 | 石佛寺国际玉城           |
| 西峡县老鹳河漂流风景区 | 内乡县宝天曼峡谷漂流景区 |
| 西峡恐龙遗址园         |                          |
| 中国国家重点风景名胜区 |                          |
| 桐柏山淮源风景名胜区   |                          |
| 全国重点文物保护单位   |                          |
| 社旗山陕会馆           | 张衡墓                   |
| 医圣祠                 | 南阳武侯祠               |
| 瓦房庄冶铁遗址         | 八里岗遗址               |
| 南阳知府衙门           | 荆紫关古建筑群           |
| 泗洲寺塔               | 鄂城寺                   |
| 仓房香严寺             | 福胜寺塔                 |
| 内乡县衙               |                          |
| 国家级非物质文化遗产   |                          |
| 盘古神话               | 板头曲                   |
| 西坪民歌               | 宛梆                     |
| 南阳三弦书             | 大调曲子                 |
| 方城石猴               | 镇平玉雕                 |
| 越调                   | 桐柏皮影戏               |

## 城市特色和荣誉
南阳老城，俗称“梅花寨”，位于城市核心区，保留了大量民国时期甚至更早的古建筑群，非常具有南阳地方特色。2009年南阳中心城区常住人口突破百万，建成区面积80平方公里。白河穿城而过形成万亩水面，使南阳成为北方城市少有的水城、绿城。
1995年11月4日中国科学院国家天文台施密特小行星项目将编号为9092的小行星以南阳市命名，名字为南阳星。
南阳市先后被评为国家历史文化名城、国家知识产权示范城市、国家创新型试点城市、国家园林城市、中国优秀旅游城市、全国科技进步先进市、全国双拥模范城市。

## 友好城市
| 国家  | 日本       | 以色列     | 瑞典       | 罗马尼亚     | 韩国       | 意大利     |
| 城市  | 南阳市     | 加特       | 韦姆兰省   | 斯洛博齐亚市 | 春川市     | 阿斯蒂     |
| 缔 结 | 1988-10-06 | 1995-11-01 | 1995-11-01 | 2011-04-26   | 2012-09-15 | 2012-09-16 |